# Ponte di Veglia (ponte)
Il Ponte di Veglia (in croato Krčki most) è un ponte a due archi in calcestruzzo rinforzato lungo 1430 m, che connette l'isola croata di Veglia alla terraferma e percorso da oltre un milione di veicoli all'anno. Il più lungo tra i due archi del ponte (Krk I) è il secondo arco in calcestruzzo al mondo per lunghezza e tra gli archi più lunghi di qualsiasi tipo di costruzione. Il ponte fu completato e aperto nel luglio 1980 e inizialmente denominato Titov most ("Ponte di Tito") in onore del presidente jugoslavo Josip Broz Tito, morto due mesi prima.

## Costruzione
Il ponte fu progettato da Ilija Stojadinović in cooperazione con Vukan Njagulj e Bojan Možina, e costruito da Mostogradnja Belgrade e Hidroelektra Zagreb tra il 1976 e il 1980. Fu progettato come ponte a sbalzo a stralli provvisori. A livello strutturale, consiste di due campate ad arco in calcestruzzo rinforzato, che appoggiano sull'isoletta di San Marco (in croato Sv. Marko) tra Veglia e la terraferma. La lunghezza dell'arco I è di 390 m (416 m, considerandone la parte sommersa), che ne fa l'arco in calcestruzzo più lungo al mondo all'epoca della costruzione (fu sorpassato nel 1997 dal ponte di Wanxian, arco lungo 425 m).

## Traffico
Il ponte di Veglia collega gli abitanti dell'isola e i suoi resort turistici alla Jadranska magistrala, la strada principale lungo la costa adriatica. Collega anche la città di Fiume al suo aeroporto, situato su Veglia. Nei suoi primi 20 anni, il ponte è stato attraversato da 27 milioni di veicoli, più del doppio del traffico via traghetto da e per l'isola. Dato l'enorme incremento di livelli di traffico, attualmente si sta progettando un ponte più largo che lo sostituisca.